# Chamanisme chinois
Le chamanisme chinois, parfois appelé Wuisme (Chinois 巫教, pinyin: wū jiào; alternativement 巫觋宗教 wū xí zōngjiào), fait référence à la tradition religieuse chamanique de Chine. Ses caractéristiques sont étroitement liées aux anciennes cultures néolithiques telles que la culture Hongshan. Les traditions chamaniques chinoises sont intrinsèques à la religion populaire chinoise.
Diverses traditions rituéliques sont enracinées dans le chamanisme chinois comme celles du taoïsme populaire contemporains dont les maîtres  sont parfois identifiés comme wu (chamans) bien que la plupart des ordres taoïstes ne s'identifient pas comme tels. Le taoïsme tire cependant certaines de ses origines du chamanisme chinois :  il s'est développé autour de la poursuite d'une longue vie ( shou 壽/寿) et de la quête du statut d'immortels xian (仙, « homme de la montagne », « saint homme »).

## Signification dewu

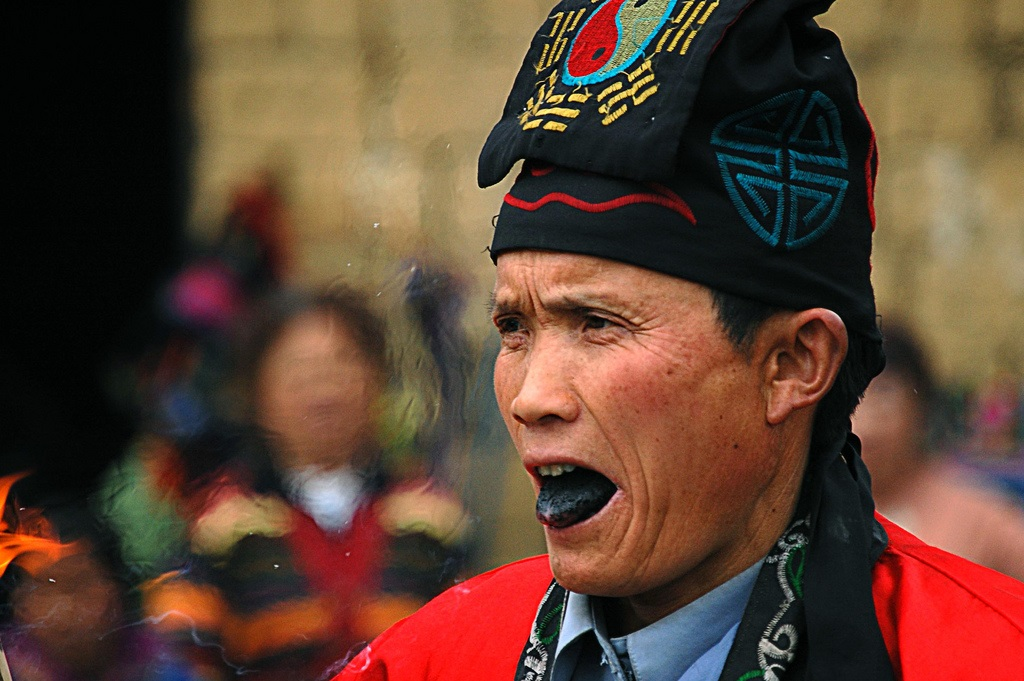
Un maître chaman Wu 巫

Le mot chinois wu 巫 "chaman, sorcier", désigne une personne capable d'être un médiateur avec les forces qui génèrent des choses (sens étymologique de "esprit", "dieu" ou nomen agentis, virtus, energeia). Il est consigné pour la première fois sous la dynastie Shang (vers 1600-1046 avant notre ère) et à cette époque, un wu pouvait être des deux sexes. À la fin de la dynastie Zhou (1045-256 avant notre ère), le mot wu était utilisé pour désigner spécifiquement une « femme chamane ou sorcière » par opposition au mot xi 覡 « chaman mâle ou sorcier » (terme qui apparaît pour la première fois au IVe siècle avant notre ère dans le Discours des royaumes). D'autres appellations peuvent être utilisées pour distinguer selon le sexe comme nanwu 男巫 pour « chaman masculin, sorcier » et nüwu 女巫, wunü 巫女, wupo 巫婆 ou wuyu 巫嫗 pour "chamane féminine ou sorcière".
Le mot tongji 童乩 (lit. « médium enfant»)  fait référence à une pratique chamanique traditionnelle où un enfant est utilisé comme médium. Le chinois moderne distingue le wu chinois des « chamans sibériens » nommés saman 薩滿 ou saman 薩蠻 et des chamans indiens Shramana « moine errant, ascète » nommés shamen 沙門, sangmen 桑門, ou sangmen 喪門.
Berthold Laufer (1917 : 370) a proposé une relation étymologique entre le mongol bügä « chaman », le turc bögü « chaman », le chinois bu, wu (chaman) et buk, puk (divination) et le tibétain aba (prononcé ba, sorcier). Coblin (1986 : 107) propose une racine sino-tibétaine * mjaɣ "magicien; sorcier" pour le chinois wu < mju < * mjag 巫 "magicien; chaman" et les écrits tibétains 'ba'-po "sorcier" et 'ba'-mo "sorcière" (de la religion Bön). D'autres liens existent avec les prêtres bu-mo du Shigongisme Zhuang et les prêtres bi-mo du Bimoism, la foi indigène de l'ethnie Yi. De plus, le mot coréen mu 무 (du Muisme) est apparenté au chinois wu 巫. Schuessler énumère quelques étymologies : wu pourrait être apparenté à wu 舞 "danser"; wu pourrait aussi être apparenté à mu 母 "mère" vu que les wu, par opposition aux xi 覡, étaient généralement des femmes. Wu pourrait aussi être un emprunt à l'iranien * maghu ou * maguš "magi; magicien", signifiant "un être capable; spécialiste du rituel". Le sinologue Victor Mair (1990) fournit des hypothèses archéologiques et linguistiques selon lesquelles le wu chinois * myag 巫 "chaman; sorcière, sorcier; magicien" pourrait être un emprunt au vieux persan * maguš "magicien; magi ". Il relie l'écriture chinoise en bronze presque identique pour le wu et la croix héraldique occidentale puissante ☩, un ancien symbole d'un mage ou d'un magicien.

## Histoire ancienne
La religion chinoise à partir de la dynastie Shang s'est développée autour du culte des ancêtres. Les principaux dieux de cette période ne sont pas des forces de la nature à la manière sumérienne, mais des hommes vertueux déifiés. Les ancêtres des empereurs étaient appelés di (帝), et le plus grand d’entre eux s’appelait Shangdi (上帝, "le Seigneur le plus élevé"). Il est identifié au dragon (Kui 夔), symbole du pouvoir universel (qi).
Les puissances cosmiques dominent la nature : le soleil, la lune, les étoiles, les vents et les nuages étaient considérés comme informés par les énergies divines. Le dieu de la terre était She (社) ou Tu (土). La période Shang avait deux méthodes pour entrer en contact avec les ancêtres divins : la première était le recours à un wu  (巫) dont la pratique impliquait des danses et des transes et la seconde était la méthode des os oraculaire considérée comme plus  rationnelle.
La dynastie Zhou, succédant aux Shang, était davantage ancrée dans une vision du monde agricole. Ils s’opposèrent aux dieux ancêtres des Shang et les dieux de la nature devinrent dominants. La plus grande puissance de cette période était le Tian (天, "paradis"). Avec le Di (地, « terre »), il forme le cosmos tout entier dans une dualité complémentaire.

## Période Qing
Les dirigeants mandchous de la dynastie Qing (1636-1912) ont introduit des éléments substantiels du chamanisme toungouse en Chine. L'empereur de Chine du nord, Hong Taiji (1592-1643), mit les pratiques chamaniques au service de l'État, notamment en interdisant à d'autres d'ériger de nouveaux sanctuaires (tangse) à des fins rituéliques. De 1620 à 1630, le souverain Qing organisait des sacrifices chamaniques au tangse de Mukden, la capitale des Qing. En 1644, dès que les Qing s'emparèrent de Pékin pour entamer leur conquête de la Chine, ils la nommèrent comme nouvelle capitale et y érigèrent un sanctuaire chamanique officiel. Dans le Tangse de Pékin et dans les quartiers des femmes de la Cité interdite, les empereurs Qing et les chamanes professionnels (généralement des femmes) organisèrent des cérémonies chamaniques jusqu'à l'abdication de la dynastie en 1912.
En 1747, l'empereur Qianlong (règne 1735-1796) ordonna la publication d'un code chamanique pour relancer et réglementer les pratiques chamaniques dont il craignait qu'elles ne se perdent. Il l'a fait distribuer aux soldats des Bannières pour guider leur pratique, mais nous savons très peu de choses sur l'effet de cette politique. Il était interdit aux Mongols et aux Chinois Han d'assister aux cérémonies chamaniques. En partie à cause de leur aspect secret, ces rituels attiraient la curiosité des pékinois et des visiteurs de la capitale Qing. Le jésuite français Joseph-Marie Amiot a publié une étude sur le code chamanique, " Rituels des Tartares Mandchous déterminés et fixés par l'empereur comme chef de sa religion " (1773). En 1777, l'empereur Qianlong ordonna que le code soit traduit en chinois pour être inclus dans la Bibliothèque complète des Quatre Trésors. La version mandchoue a été imprimée en 1778, tandis que l'édition en langue chinoise, intitulée Qinding Manzhou jishen jitian dianli (欽定滿洲祭神祭天典禮), a été achevé en 1780 ou 1782. Même si ce code chamanique n'a jamais complètement unifié la pratique chamanique parmi les soldats des Bannières, il a contribué à systématiser et à remodeler ce qui avait été un système de croyance très fluctuant et diversifié.

## Chamanisme du Nord-Est
Le chamanisme qui était pratiqué dans le nord-est de la Chine est considéré comme différent de ceux de la religion populaire de la Chine centrale et méridionale car il résulte de l'interaction de la religion Han avec les pratiques religieuses populaires d'autres peuples toungouses, comme le chamanisme mandchou. Le chaman accomplissait diverses fonctions rituelles pour des groupes de croyants et des communautés locales, telles que la danse du tambour lunaire et le chūmǎxiān (出馬仙 « chevaucher pour les immortels »).

## Chamanisme moderne
Le chamanisme a connu un déclin en raison du développement du néo-confucianisme qui l'a qualifié d'inculte et désordonné. Le déclin s'accélère au XIXe siècle avec l'arrivée de la vision impérialiste occidentale qui considérait le chamanisme comme une superstition s'opposant à la science et la religion chrétienne. Le coup final a été porté par le maoïsme, qui a fait disparaître toutes les pratiques religieuses des espaces publics. Dans les années 1980, les médiums spirites ont commencé à réapparaître, principalement dans la Chine rurale. Cependant, ils opèrent de manière discrète, travaillant souvent depuis leur domicile, bouche à oreille pour se faire connaitre, ou s'affiliant aux temples nouvellement construits sous l'égide d'une association taoïste enregistrée pour pouvoir pratiquer légalement. Le terme chamanisme et la religion elle-même ont été critiqués par les universitaires occidentaux en raison d'une comparaison injuste et limitée avec des religions plus favorisées telles que le christianisme et d'autres religions modernes et plus documentées dans la société occidentale.
De nos jours, en Chine, le terme chamanisme garde une connotation relativement négative. Les médiums spirites sont souvent considérés comme des escrocs et sont fréquemment décrits comme tels dans les émissions de télévision et les comédies. Le chamanisme est souvent considéré comme un frein à la modernisation de la société que permettent la science et la médecine. La marginalisation du chamanisme est l'une des raisons pour lesquelles il reste principalement cantonné à des zones rurales ou à des petites villes dans lesquelles la politique gouvernementale fait des concessions aux croyances locales. Les chamans sont consultés pour influencer la météo, guérir des maladies que la médecine moderne ne pourrait pas traiter, réaliser des exorcismes de fantômes ou de démons et réaliser des pratiques divinatoires.
La baisse de popularité du chamanisme ne se reflète cependant pas dans tous les domaines. Il reste toujours populaire dans de nombreuses régions du sud de la Chine (comme à Chaoshan) et dans les zones rurales du nord de la Chine. À Taiwan, il y a encore beaucoup de personnes qui le pratiquent ouvertement, sans la stigmatisation observée dans d’autres régions de Chine.